# Aksel Mikkelsen
Aksel Mikkelsen-Løth (14. august 1849 i Hjørring – 19. oktober 1929 i Korsør) var en dansk sløjdpædagog og forfatter.
Han var søn af jernstøberformand Jørgen Mikkelsen og hustru født Ane Margr. Pedersdatter. Gift 02.03.1873 med Maren Nielsen, født 22. december 1846 i Ryslinge som datter af indsidder Niels Rasmussen og hustru Karen Hansdatter. En søn af Maren og Aksel Mikkelsen var polarforskeren Ejnar Mikkelsen, og en anden var overretssagfører Thorvald Mikkelsen (23.feb.1885-25.feb.1962).
Som ung boede han i Vester Brønderslev. Her ejede han et støberi og et maskinværksted, men var interesseret i pædagogik og indrettede en håndværkerskole ved virksomheden. I 1883 flyttede familien til Næstved på Sjælland, hvor faderen fik arbejde som sløjdlærer, og i 1885 videre til København.
Mikkelsens livsgerning blev så skolesløjden, som han viede det meste af sit liv til. I 1886 købte han bygningen Værnedamsvej 13 B på Vesterbro i København, hvor Schneekloths Skole havde haft til huse, og her indrettede han en sløjdskole, som lå her i mere end 100 år. (Bygningen huser nu den franske skole Lycée Français Prins Henrik; dette er bagindgangen).
I 1996 flyttede Sløjdlærerskolen til Emdrup ved siden af Danmarks Lærerhøjskole, nu
DPU. Mikkelsen ledede kun Dansk Sløjdlærerskole indtil 1909, hvor Axel Dam (1868-1936) blev forstander; Mikkelsen var herefter 1907-1918 statens sløjdinspektør og førte tilsyn med sløjdundervisningen i de højere almenskoler og folkeskolen samt ved seminarierne. Men han fortsatte som indflydelsesrig sløjdmand, og opnåede en nærmest kultagtig status for Dansk Skolesløjd, hvilket ses af, at man fra Dansk Sløjdlærerskole kunne bestille såvel små som store billeder af Mikkelsen til ophængning på skolerne. Mikkelsen var en mand, man lyttede til; men modstanderne lærte også hans uforsonlige væsen at kende.
I 1918 blev Dansk Sløjdlærerskole overtaget af staten, som i 1919 købte bygningerne af Mikkelsen. Mikkelsens sløjd blev til Dansk Skolesløjd, der blev til et begreb og en retning, en undervisningsmetodik, der stod i modsætning til Askov Skolesløjd (Askov-Nääs-retningen grundlagt af Søren Meldgaard (1850-1894)), men Dansk Skolesløjd var det mest fremherskende.
Fra 1912 var der to sløjdinspektører, én for hver retning, indtil de forenedes i 1978.
Mikkelsen grundlagde også Dansk Sløjdlærerskoles Værktøjshandel, der fremstillede værktøj i
børnestørrelse til sløjdundervisningen, og dette værktøj tog hensyn til venstrehåndede længe før
noget sådant ellers blev almindeligt. Den særlige skolehøvlebænk,
kolonnehøvlebænken, havde to rækker duphuller af hensyn til, at
den skulle kunne bruges af både højre- og venstrehåndede. Skolehøvlen fik et symmetrisk horn, så
det passede lige godt til alle hænder.
Da Dansk Sløjdlærerforening holdt generalforsamling på Aksel Mikkelsens 70-års fødselsdag 14. august 1919, blev Aksel Mikkelsen og Herman Trier udnævnt til æresmedlemmer.
Han var ridder af Dannebrog og blev udmærket med Fortjenstmedaljen i guld 19. august 1919. Desuden fik han den norske Sct. Olavsorden.

## Erhverv og virke
- uddannet som mekaniker
- 1872-1883 jernstøber og maskinfabrikant i Vester Brønderslev
- 1883-1885 leder af Teknisk Skole i Næstved
- 1883 Mikkelsens første sløjdskole i Næstved med 8 elever
- 1885 Mikkelsens sløjdskole Nytorv 3, København. Underviste også i sløjd på E. Slomanns Latin- og Realskole
- 1886-1909 forstander for Dansk Sløjdlærerskole, Værnedamsvej 13 B, København V
- 1907-1918 statens sløjdinspektør
- 1918-1929 aktiv pensionist, der fortsat virkede for sløjd og udarbejdede nye sløjdsystemer: Tømrersløjdsystemet 1923; fysiksløjd; metalsløjd. Boede som pensionist i Korsør.

## Skrifter
- 1884 Sløjdskolen
- 1885 Sløjdskolen og dens Forhold til Folkeskolen
- 1886 Hvad er Sløjd?
- 1886 Hvordan arbejder Sløjdskolen?
- 1887 Arbejdsstillinger for Sløjdskoler
- 1888 Modeltegninger for Sløjdskoler
- 1990 Dansk Sløjdforenings Modeltegninger (Ny række 1909)
- 1889 Le Sløjd danois
- 1891-1892 Opdrageren (et tidsskrift)
- 1893 The Danish Sloyd
- 1894 Stellungen bei der Arbeit
- 1894 Sløjdlære
- 1896 Arbejdsstillinger. Findes på archive.org
- 1899 Dansk Sløjdforenings Arbejdsstillinger
- 1901 Den praktiske Opdragelse og Sløjden
- 1905 Behandlingen af forsømte og forbryderiske Børn
- 1908 Almén legemlig Opdragelse
- 1908 25 Aars Sløjdundervisning
- 1910 Dansk Sløjd
- 1910 Fysik og Sløjd
- 1911 Haandarbejdets Elementik
- 1911 Fysiksløjd
- 1912 Smaasløjd
- 1912 Fysiksløjdens Systemer og Værktøjer
- 1913 Sløjden som alment Grundlag for praktisk Fagarbejde
- 1916 Modeltegninger til Brug ved den militære Husflid og Sløjd
- 1916 Beskyttelse af Sløjdmodeltegninger og Sløjdlitteratur
- 1917 Forslag til Oprettelse af en Kuranstalt for Overanstrengte og Rekonvalescenter
- 1924 Dansk Skolesløjd
- 1924 Forslag til Fortsættelsesundervisning i Legemsarbejde i 14–17 Aarsalderen.